# Kunhardtia
Kunhardtia es un pequeño género con dos especies de plantas herbáceas pertenecientes a la familia Rapateaceae. Es originario del sur de Venezuela.

## Especies deKunhardtia
- Kunhardtia radiata Maguire & Steyerm., Acta Amazon. 9: 267 (1979).
- Kunhardtia rhodantha Maguire, Mem. New York Bot. Gard. 10(1): 32 (1958).